# 망석항 (완도군)
망석항은 전라남도 완도군 완도읍 망석리에 있는 어항이다. 1973년 12월 19일 지방어항으로 지정하여 관리하고 있다. 시설관리자는 완도군수이다.

## 주요 어종
- 장어, 문어, 농어